# Cheung Siu-fai
Pour les articles homonymes, voir Cheung.
Cheung Siu-fai (張兆輝, né le 4 février 1963), aussi connu sous le nom d'Eddie Cheung, est un acteur hongkongais connu pour ses nombreux rôles secondaires ou d'homme ordinaire (en) à l'instar de Liu Kai-chi.

## Filmographie
- 1982 : Soldier of Fortune (série télévisée)
- 1993 : Le Vagabond
- 2000 : Spicy Aces
- 2003 : Running on Karma
- 2004 : Judo
- 2004 : Breaking News
- 2005 : The House
- 2005 : Election
- 2006 : Wise Guys Never Die
- 2006 : McDull, The Alumni
- 2006 : Election 2
- 2006 : Dog Bite Dog
- 2006 : Exilé (film)
- 2006 : Fatal Contact
- 2007 : Eye in the Sky
- 2007 : Kidnap
- 2007 : Mad Detective
- 2007 : Brothers
- 2008 : Fatal Move
- 2008 : Connected
- 2009 : Vengeance
- 2009 : Murderer
- 2009 : Poker King
- 2011 : The Detective 2
- 2013 : Drug War
- 2013 : Inferno
- 2013 : The Constable
- 2013 : Firestorm
- 2014 : Z Storm
- 2014 : The Monkey King
- 2014 : Golden Chicken 3
- 2014 : Twilight Online
- 2015 : Hacker
- 2015 : The Strange House
- 2015 : Office
- 2016 : Three
- 2016 : Sky on Fire
- 2017 : The Big Call
- 2021 : Where the Wind Blows
- 2021 : Dynasty Warriors
- En production : G Storm